# 우주중계
우주중계(宇宙中繼)은 보통 인공위성을 사용한 텔레비전의 국제중계를 말한다. 방송기술은 라디오에서 텔레비전으로 진보하였고 텔레비전 방송의 도달범위를 전 세계로 확대하였다.
실용적으로는 1962년 미국 유럽에서 인공위성 텔스타를 사용한 것이 세계 최초이며, 우주 중계에 의한 텔레비전 방송은 동시에 전 세계의 몇 억이라는 사람이 같은 방송을 볼 수 있는 시간적·공간적 거리를 제거하였다.

## 같이 보기
- 위성방송